# الوئیز رتورنا
الوئیز رتورنا (فرانسوی: Aloïse Retornaz‎؛ زادهٔ ۳ فوریه ۱۹۹۴) قایقران قایق بادبانی زن اهل فرانسه است.